# Pont-canal d'Elfaix
Le Pont-canal d'Elfaix est un des nombreux ponts de ce type du Canal du Midi. Il se trouve près de Villesèquelande, à 9,1 km en amont de Carcassonne
Il permet le passage d'un affluent du Fresquel le Ruisseau de la Font de Saule, appelé parfois Ruisseau de la Rivairolle son affluent le plus long, comme sur Maps.